# Biblioteca del Real Instituto y Observatorio de la Armada
La Biblioteca del Real Instituto y Observatorio de la Armada, situada dentro del observatorio, en San Fernando (provincia de Cádiz, Andalucía, España), es una biblioteca que contiene un rico patrimonio relacionado con la Armada Española y la astronomía.

## Historia
La creación en 1753 del Real Instituto y Observatorio de la Armada, producto de la política ilustrada, fue un hito importante en el desarrollo científico de la España del siglo XVIII. Personajes como Vicente Tofiño o Jorge Juan hicieron todo lo posible por consolidar y aumentar sus fondos.
Durante el siglo XIX se produjo un continuo incremento de los fondos bibliográficos del Observatorio, motivado esencialmente por tres causas:
1. La recogida de obras de otros centros de la Armada.
2. El encargo de libros al extranjero.
3. El intercambio de publicaciones con otras instituciones.

A partir de 1856, después de la creación de un Curso de Estudios Superiores en el Observatorio, se produjo la adquisición de un importante número de libros de carácter especializado para las nuevas necesidades docentes.
En esa época, con la creación en Madrid de la Biblioteca Central de Marina y el Museo Naval, el Observatorio les tiene que ceder más de tres mil volúmenes.
En el siglo XX la biblioteca del observatorio continuó su expansión de su colección hasta tal punto que ocupa la mayor parte de la superficie del observatorio.

## Colección
La biblioteca contiene más de 30.000 volúmenes, incluida la importante colección de publicaciones periódicas, forman una de las más interesantes bibliotecas científicas del país, inseparable del quehacer científico del Observatorio y de las tareas docentes de la Escuela de Estudios Superiores de la Armada. Su fondo bibliográfico, compuesto por 28.000 volúmenes y una rica colección de publicaciones periódicas, se ha ido formando a lo largo de los 250 años de funcionamiento del Observatorio:
- Fondo Bibliográfico Moderno: automatizado.

- Fondo Bibliográfico Antiguo: compuesto por 1.287 obras publicadas en los siglos XV, XVI, XVII y XVIII, todas ellas de un interés muy especial para los historiadores de la ciencia.

La Colección de Cartografía, compuesta principalmente por cartografía náutica de las costas españolas publicada en los siglos XVIII y XIX, está formada por más de 3500 mapas, cartas y planos.